# Molcaxac
Molcaxac è una municipalità dello stato di Puebla, nel Messico centrale, il cui capoluogo è la località omonima.
Conta 6-218 abitanti (2015) e ha una estensione di 156,37 km². 	 	
Il significato del nome originatio della località in lingua nahuatl è nido dei passeri.